# Kościół św. Stanisława Biskupa w Trzebawiu
Kościół św. Stanisława Biskupa – rzymskokatolicki kościół filialny zlokalizowany w Trzebawiu (gmina Stęszew), na terenie Wielkopolskiego Parku Narodowego.
Pierwsza świątynia istniała we wsi już w XIII wieku, jednak nie pozostał po niej żaden ślad materialny. Obecny kościół zbudowano w latach 1989-1998, staraniem księdza Ambrożego Andrzejaka. Ziemię pod budowę podarowała Pelagia Bąk. Budowa odbywała się przy współudziale mieszkańców Trzebawia.